# 使命召唤系列角色列表
使命召唤系列是由美國動視所推出的第一人稱射擊遊戲系列。 本文介紹作品中主要登場角色。

## 使命召喚2
普萊斯上尉（Captain Price）
“使命召喚4：現代戰爭”中約翰·普萊斯的爺爺

## 使命召喚4：現代戰爭
約翰·普萊斯（John Price）
英國空降特勤隊隊長，「肥皂」過去的上司，階級為上尉。和「肥皂」一樣是扎卡耶夫事件中的生還者，但其後因捕捉馬卡洛夫失敗的「王魚行動」被困禁於古拉格，在遊戲中段的任務中會被以627號犯人的身分營救出並參與之後的任務，在美國與俄羅斯激烈的戰鬥同時奪取了俄羅斯一艘核潛艇的導彈發射權，朝美國本土發射了一枚核導彈並在華盛頓上空引爆。之後遭謝菲爾德的軍隊與馬卡洛夫的手下兩撥人馬一同追殺，最後在阿富汗與肥皂一起手刃了謝菲爾德將軍而成為通緝犯。
第三集時聯同普萊斯及前俄羅斯特種部隊的成員尤里等人追殺馬卡洛夫。最終在美俄戰爭結束後不久於杜拜綠洲酒店用鋼索將馬卡洛夫從酒店玻璃天頂上吊下縊死。
約翰·麥克塔維什「肥皂」（John "Soap" MacTavish）
前英國空降特勤隊新兵，141特遣部隊隊長，5年前扎卡耶夫事件中的生還者，階級為上尉。在古拉格監獄救出普萊斯後將指揮權交予普萊斯，自己則退居二線。在第六日時遭謝菲爾德的軍隊與馬卡洛夫的手下兩撥人馬一同追殺，在阿富汗追擊謝菲爾德將軍時被匕首刺中，最後將匕首拔出後以飛刀殺死了謝菲爾德將軍而成為通緝犯。
第三集時聯同普萊斯及前俄羅斯特種部隊的成員尤里等人追殺馬卡洛夫。其後在布拉格一次行動中落入馬卡洛夫的陷阱，在生死關頭將尤里推出鐘樓，而自己卻被炸成重傷，在普萊斯和尤里將其帶出敵軍包圍後由於失血過多而犧牲。
加斯（Gaz）
英國空降特勤隊隊員及教官，於扎卡耶夫事件中被扎卡耶夫及同行保鏢處死。
尼古莱（Nikolai）
俄籍特務，是一位優秀的飛機駕駛員，常駕駛直升機為地面的行動提供支援或在行動最後負責撤離。在「肥皂」殺死菲爾德將軍後把他和普萊斯帶到印度。接著為普萊斯和「肥皂」的行動提供重要資訊和支援。
卡马洛夫（Kamarov）
俄羅斯聯邦軍成員，階級為中士，後成為反馬卡洛夫抵抗組織的首領，普萊斯的舊識，曾經和普萊斯「聯合」救出了尼古萊，參與了尋找阿拉薩德的行動。也負責為普萊斯和「肥皂」的行動提供重要資訊。在布拉格行動中被馬卡洛夫俘虜，隨後被綁在電梯裡用C4炸藥炸死。
伊姆蘭·扎卡耶夫（Imran Zakhaev）
俄羅斯極端分子。15年前(1996年)在烏克蘭普里皮亞季被普萊斯上尉(當時是中尉)刺殺射斷他的左臂，兒子維克托追捕下無路可逃而自殺而被激怒，向美國發射彈道導彈但成功被聯合部隊阻止。追擊聯合部隊時被肥皂擊斃。
維克托·扎卡耶夫（Victor Zakhaev）
俄羅斯極端分子，伊姆蘭·扎卡耶夫兒子。被普萊斯聯合部隊追捕下無路可逃而自殺。

## 使命召喚：現代戰爭2
西蒙·萊利「幽靈」（Simon "Ghost" Riley）
141特遣部隊隊員，階級為中尉，為「肥皂」的副手，特徵是頭戴印有骷髏頭的巴拉克拉法帽（Balaclava）及太陽眼鏡，主要負責部隊的後援工作。在第六日的安全屋行動中取得了馬卡洛夫的重要數據後於「小強」一同撤離，之後背起受傷的小強移動到謝菲爾德將軍的直升機前，但卻被叛變的謝菲爾德將軍槍擊後焚屍。
加里·桑德森「小強」（Gary "Roach" Sanderson）
141特遣部隊隊員，階級為中士，跟隨前作主角「肥皂」一同出生入死，在第六日的安全屋行動中取得了馬卡洛夫的重要數據後於「幽靈」一同撤離，被馬卡洛夫手下所埋下的地雷擊中受傷，最後被叛變的謝菲爾德將軍槍擊後焚屍。
其代號Roach可解作歐鯉，但亦可解作蟑螂、小強、大麻煙卷的煙蒂或警察等意思。

## 使命召喚：現代戰爭3
尤里（Yuri）
前俄羅斯特種部隊的成員，為尼古萊的手下和其最優秀的戰士，與普萊斯和「肥皂」等人一起行動。曾為馬卡洛夫的手下，曾經參與1996年的普里皮亞季軍火交易，目睹了扎卡耶夫被射斷一條手臂，並且目擊了2011年的中東核爆事件，見證了馬卡洛夫命令核彈引爆的時刻。後因反對馬卡洛夫於2016年策劃的扎卡耶夫國際機場恐怖事件而被馬卡洛夫槍擊但僥倖生還（現代戰爭2關卡：不准說俄語），從此痛恨極端民族主義者。在美俄戰爭結束後不久與普萊斯於杜拜的某處酒店追擊馬卡洛夫，因救普萊斯而被馬卡洛夫槍殺身亡。

## 使命召喚：現代戰爭 (2019年遊戲)
約翰·普萊斯（John Price）